# Barna kánya
A barna kánya (Milvus migrans) a madarak osztályának vágómadár-alakúak (Accipitriformes) rendjébe, ezen belül a vágómadárfélék (Accipitridae) családjába tartozó faj.

## Rendszerezése
A fajt Pieter Boddaert holland ornitológus írta le 1783-ban, a Falco nembe Falco migrans néven.

## Alfajai
- Milvus migrans affinis – Celebesz, Lomblen, Sumba és Timor
- Milvus migrans arabicus Arab-félsziget déli része
- Milvus migrans govinda – Pakisztán, India, Srí Lanka, Mianmar, Thaiföld, Malajzia
- Milvus migrans migrans – Európa
- Milvus migrans parasitus – Afrika, Madagaszkár, Comore-szigetek
- Milvus migrans tenebrosus

## Előfordulása
Egész Európában elterjedt, de Afrikában, a Közel-Keleten, Dél- és Délkelet-Ázsiában, az indonéz szigetvilágban, valamint Ausztráliában is él.

### Kárpát-medencei előfordulása
Magyarországon rendszeres fészkelő, márciustól októberig tartózkodik itt. 2014-ben 144 pár jelenlétét regisztrálták.

## Megjelenése
Testhossza 55-60 centiméter, szárnyfesztávolsága 160-180 centiméter, testtömege 630-941 gramm közötti, a tojó csak kevéssel nehezebb a hímnél. Tollazata feketés-barnás. Az evezőtollak sikló- és vitorlázó repülésre alkalmasak. Hosszú – de a rokon hazai fajnál kevésbé villázott – farka segíti az egyensúlyozásban és a kormányzásban. Csőre görbe és éles, ezzel darabolja fel a zsákmányát vagy a talált dögöt. Karmai kicsik, de élesek és tűhegyesek.
|  |  |

## Életmódja
Vonuló madár, a telet Afrikában tölti. Társaságkedvelő, gyakran verődik kisebb csoportokba. Alacsony repülése közben észreveszi a táplálékát, ami lehet kis emlősállat, madár, dög vagy hal.

## Szaporodása
Folyóvizek menti erdős területeken fészkel. Fészket ritkán rak, mivel általában más madárfajok fészkét foglalja el. A fészek mindig fákon van. A költési időszak áprilistól júliusig tart. Fészekalja 2-3 fehér, vörösesbarnás foltokkal rendelkező tojás, ezeken a tojó (néha a hím is) 32-33 nap kotlik. A kirepülés 42-45 nap múlva következik be.
|  |  |

## Rokon fajai
A barna kánya legközelebbi rokona a hazánkban is élő vörös kánya (Milvus milvus) és az Ázsiában honos keleti barnakánya (Milvus lineatus). Utóbbi faj egyes rendszer besorolások szerint a barna kánya alfaja (Milvus migrans lineatus) néven.

## Természetvédelmi helyzete
Az elterjedési területe rendkívül nagy, egyedszáma is nagy. A Természetvédelmi Világszövetség Vörös listáján nem fenyegetett fajként szerepel. Magyarországon fokozottan  védett, természetvédelmi értéke 500 000 forint.